# Campiglossa pallidipennis
Campiglossa pallidipennis este o specie de muște din genul Campiglossa, familia Tephritidae. A fost descrisă pentru prima dată de Cresson în anul 1907. Conform Catalogue of Life specia Campiglossa pallidipennis nu are subspecii cunoscute.